# Livio Fanzaga
Livio Fanzaga (Dalmine, Italia, 11 de noviembre de 1940) es un sacerdote  del instituto religioso de los escolapios, periodista, conductor radiofónico, misionero católico y escritor italiano conocido por su labor de evangelización como director de Radio María y sus libros sobre catolicismo y las apariciones marianas de Medjugorje.

## Biografía
Livio Fanzaga nació el 11 de noviembre de 1940 en Sforzatica, una aldea de Dalmine, en una familia de clase trabajadora, asistió a escuelas primarias en el establecimiento de la compañía homónima en ese municipio.
Sintió la vocación a los 12 años en el oratorio,  estaba fascinado por los ejercicios espirituales de tres días de Don Milani. En 1954, a la edad de 14 años, el padre Casellani lo ayudó a superar las malas referencias del párroco de Dalmine, quien lo consideraba demasiado animado para el papel, para ingresar al seminario de los escolapios, donde pasó la escuela secundaria en un año, para asistir a la escuela secundaria clásica de Finale Ligure. La elección de los padres escolapios fue dictada por la posibilidad de trabajar con jóvenes e ir a una misión.
En 1957 continuó sus estudios en la Pontificia Universidad Gregoriana de Roma. Fue ordenado sacerdote el 19 de marzo de 1966, en el mismo año obtuvo su doctorado en teología con una tesis titulada La Jerusalén celestial en el Apocalipsis, con un sacerdote jesuita como supervisor.

### Vida pastoral
De 1966 a 1988, el Padre Livio llevó a cabo su servicio sacerdotal en Milán: fue asignado a la parroquia de San Giuseppe Calasanzio, donde siguió a los jóvenes al oratorio durante tres años y medio. Durante este período asistió a la Universidad Católica del Sagrado Corazón , graduándose en filosofía. Entre los compañeros de estudio del padre Livio se encontraba Mario Capanna con quien vivió las protestas universitarias de 1968, entrando en contacto con Don Luigi Giussani y con Don Luigi Negri, de quien apreció la reacción católica a la crisis de 1968 y la vehemencia en el catequesis para jóvenes.
Aldo Grasso escribió sobre esos años : "En ese momento organizó reuniones antiimperialistas para combatir la invasión estadounidense de Vietnam (leyó ABC, un semanario muy secular). Luego se fue a la misión en África". Incluso entonces, según Grasso, Fanzaga estaba acostumbrada al "sacramento" contra supuestos oponentes.
En 1970, el padre Livio partió durante un año en una misión en África, en Podor, en el norte de Senegal, un área predominantemente musulmana. Allí fundó el centro cultural de Podor. Más tarde, el gobierno le asignó la cátedra de filosofía medieval en la Universidad de Dakar. Después de haberse enfermado de tuberculosis, tuvo que regresar a Italia para recibir tratamiento.
En Milán permaneció en la parroquia hasta 1988. Allí construyó la biblioteca de la iglesia de San Giuseppe Calasanzio y continuó su experiencia con el ministerio juvenil al concebir e implementar el proyecto posterior a la confirmación, un itinerario catequético formativo que acompaña a los jóvenes desde la confirmación hasta el matrimonio. Más tarde se matriculó en la facultad de ciencias políticas sin graduarse, sin embargo: solo faltaba un examen.

### La visita a Medjugorje y su paso por Radio María
Desde 1985 , después de una peregrinación a Medjugorje, se ha convertido en uno de los partidarios más apasionados de las apariciones marianas de Medjugorje; Desde ese momento comenzó a colaborar con Radio María, que entonces era una pequeña radio parroquial con sede en Arcellasco d'Erba, convirtiéndose en director en 1987 y expandiendo su difusión por toda Italia. Hoy Radio María es parte de una red de radio mundial, con 78 emisoras en más de 50 países transmitiendo en el idioma local. Los datos de Audiradio estiman 1.644.000 oyentes diarios promedio en Italia en el primer semestre de 2009.
Livio Fanzaga realiza personalmente numerosas transmisiones de radio, en particular la lectura cristiana de las noticias y la historia y la catequesis todas las mañanas de lunes a sábado, la catequesis juvenil el viernes por la noche y otros programas de radio, cuyo material ha entrado en numerosas publicaciones.

### Suspensión de la orden de los periodistas
En junio de 2017 fue suspendido por 6 meses de la orden de periodistas del ejercicio de la profesión debido a su intervención, con fecha de febrero de 2016, que conmemoraba la muerte de la senadora Monica Cirinnà, autora y epónima del proyecto de ley sobre las uniones civiles:

Esta me parece un poco como la mujer del capítulo diecisiete del Apocalipsis, Babilonia en resumen ... Ahora bebamos a prosecco, a la victoria. Señora, los funerales también vendrán, no se preocupe. Te deseo lo más lejos posible, pero eso también vendrá.

### Lectura cristiana de la crónica y de la historia
En la Lectura cristiana de la crónica y de la historia, la transmisión más popular de Radio María (en el pasado llamada Comentario a la prensa ) con alrededor de 1,7 millones de oyentes diarios, Livio Fanzaga comenta las noticias que aparecieron en los principales periódicos italianos. , con especial atención a los periódicos católicos ( Avvenire y L'Osservatore Romano ). Los temas cubiertos cubren noticias religiosas, pero también se refieren a los principales eventos políticos, económicos y sociales italianos y extranjeros. La revista de prensa se caracteriza por los juicios no tierno del conductor hacia los periódicos, como La Repubblica o Il Corriere della Sera cuyos artículos ocasionalmente impugnan iniciativas y posturas de la Iglesia Católica.

## Pensamiento

### Las declaraciones y los conflictos
- Con motivo del referéndum abrogativo de 2005 sobre reproducción asistida , lanzó repetidas invitaciones a la abstención , en línea con la Conferencia Episcopal Italiana.
- En 2006, Livio Fanzaga comentó sobre la posibilidad de que Massimo D'Alema fuera elegido Presidente de la República, impugnando la oportunidad de elegir a un no católico, "siempre extraño al mundo católico e indiferente a sus preocupaciones sobre el sentimiento religioso y las cuestiones éticas".[8]

### Reflexiones sobre la propia experiencia en Medjugorje
En una entrevista del julio 2008 ha afirmado:

El mensaje más interesante de Medjugorje es que el cristianismo , antes de ser una doctrina, es una relación personal de amor con Dios. [...] La primera vez que vine a Medjugorje fue el 15 de marzo de 1985 . [...] "Aquí está Nuestra Señora ", me dije, por lo tanto, ¡el cristianismo es la única religión verdadera! ¡Porque Nuestra Señora es "Católica"! Esta fue la fuerza que transmití en los programas de Radio María. Sobre esta idea construí el cronograma de Radio María como un anuncio de la verdad en la caridad.

### Reflexiones sobre el demonio y sus manifestaciones en la vida cotidiana
El padre Livio, en el contexto de la evangelización, tiene el tema del demonio en el fondo y cómo se revelan sus manifestaciones en la vida de los hombres. En el libro publicó "Il falsario. La lucha diaria contra Satanás”. Al recordar el contenido de la doctrina cristiana y el Magisterio de la Iglesia, Fanzaga nos recuerda que Satanás, el adversario de Dios y el enemigo del hombre, es tanto más peligroso cuanto más secretamente hace su trabajo; Su incesante seducción constituye un peligro que necesita ser expuesto, afirmaciones que están perfectamente en línea con el Catecismo de la Iglesia Católica. En enero de 2008 , comentando sobre el estudiante y parte del personal docente de la Universidad "La Sapienza" de Roma que precedió El rechazo por parte de la Santa Sede de la invitación que el rector de la Universidad había dirigido al Papa para intervenir en la inauguración del año académico, dijo:

No descarto, como dicen algunos periódicos, que haya grupos satánicos entre estos estudiantes, como grupos de ateos que tienen el lema " Odio a la Iglesia "," matan a Cristo "o cosas por el estilo. Estos son pequeños grupos al borde del satanismo , entre otras cosas ... Aquí, sin embargo, queridos amigos, no nos hagamos ilusiones: Satanás está en todas partes, incluso en la Universidad. No me sorprende que haya profesores con cuernos con un tridente y una cola. Entonces, no hagamos muchas ilusiones, queridos amigos, porque a continuación, tengan la seguridad de que hay odio contra Dios, odio contra Cristo, elIglesia.  Detrás de estos personajes siempre está el Malvado, puedes estar seguro de que es así: no puedo estar equivocado sobre estas cosas, ¿por qué no puedes explicarlo, entiendes? Si vas allí con esas personas y las rocias con agua bendita , el fuego se apaga ... ¡Fuman! Si los rocía con agua bendita que fuman, ¡esa gente fuma allí! El humo se apaga, ¿entiendes? Como sucede en los exorcismos más terribles.

Más tarde volvió al mismo tema durante una entrevista:

Su visita prevista fue malinterpretada. Tenía que ser el discurso inaugural de un gran intelectual y la universidad era el lugar correcto. Entonces la política se hizo cargo

En una transmisión posterior  reafirmó su convicción teológica, a saber, que detrás de los ataques contra la Iglesia y el Papa siempre está el trabajo de Satanás.
Sobre la influencia de Satanás en el "mal" del mundo, el propio Padre Livio en el texto ¿Han llegado los tiempos del fin? profundiza y aclara el concepto:

Negar la acción de Satanás en la última etapa de la historia que estamos viviendo, significa alejarse radicalmente de las perspectivas del Nuevo Testamento y el Magisterio de la Iglesia. La actitud opuesta e igualmente incorrecta es la de alguien que exaspera el poder y la acción del maligno, como si el mundo no estuviera bajo el poder de Cristo y el cristiano no pudiera vencerlo con el testimonio de la fe. En este sentido, incluso los escenarios más oscuros que nos describe la Palabra de Dios, especialmente donde se describen los combates de los últimos tiempos, todos terminan con la victoria de Cristo y de los creyentes. El cristiano, por lo tanto, no subestima las tribulaciones, luchas, seducciones y tentaciones que distinguen su camino y el de la Iglesia en este mundo, pero sabe que Cristo ya ha ganado y que el futuro está en sus manos.

En 2006, el obispo de Vittorio Veneto, Monseñor Giuseppe Zenti, reprendió al Padre Livio a través de una carta, ya que, según él, los programas de "Radio María" con temas continuos sobre demonios, exorcismos y facturas "perturban y ponen sospechas incluso sobre los miembros de la familia y los cónyuges ..."; carta a la que el padre Livio respondió:

Mientras tanto, el obispo Zenti, que a menudo alababa la radio, dijo que me envió una carta que, sin embargo, nunca recibí. La acusación de incentivar las facturas, sin embargo, rechacé desdeñosamente a través de una carta y enviando mis libros.

Durante la transmisión de radio Catequesis Juvenil, ilustró la teoría según la cual Hitler ordenó el genocidio de 6 millones de judíos porque odiaba a Jesucristo, también judío. Más tarde especificó que esta afirmación se basaba en un artículo publicado años antes en Avvenire 

### Opiniones sobre evolucionismo
Sobre los méritos del evolucionismo, Livio Fanzaga afirma que:

Con respecto a la conciliación entre fe y evolucionismo, no tomo posiciones drásticas sobre este tema; como quiera que sea, hay un evolucionismo ateo y materialista como el de Darwin y sus seguidores modernos, ver por ejemplo Richard Dawkins, y también hay un evolucionismo cristiano, que prevé la intervención de Dios Creador y concibe la evolución del mundo como un proyecto. en fieri; un proyecto realizado por Dios Creador, por lo que hay, digamos, una versión atea y materialista del evolucionismo, pero también hay una versión del evolucionismo compatible con la fe. No tomo una posición entre creacionismo y el evolucionismo, en mi opinión, es un debate científico abierto que aún necesita mucha información.

Esta aclaración se hizo necesaria después de que, en el mismo período, definiera irónicamente la teoría de la evolución de la siguiente manera:

Una historia que solo La Repubblica y Corriere creen , ¡eso es todo! Porque ... ¡hacen reír a las gallinas! Porque toda la investigación científica más actualizada, más preparada y más seria nos dice que el hombre ya apareció en la tierra como hombre [...]. No hay señal, no hay demostración, no hay posibilidad de que el mono aprendiera lentamente el Bergamasco primero, luego el italiano, luego el inglés: [...] no hubo evolución del mono al hombre ! Es decir, el hombre apareció repentinamente en la tierra, es decir, de repente había un ser en plena posesión de sus facultades mentales.

Livio Fanzaga afirma que el darwinismo sería inadecuado para motivar la aparición del hombre en la Tierra , ya que, en su opinión, no explicaría la especificidad del hombre en relación con otros seres vivos y la existencia del alma .

## Obras

### Libros de teología y catequesis
- Evangelio viviente, cuatro volúmenes. Sugarco
- Magnificat. Poema de María, Sugarco, 1996. ISBN 88-7198-399-8.
- El sentido del dolor, Sugarco, 1996. ISBN 88-7198-408-0.
- Muere irae. Los días del anticristo, Sugarco, 1997. ISBN 88-7198-435-8.
- María en el camino de la santidad. Comentario sobre el "Secreto de María" de Luis María Grignion de Montfort,  San Pablo, 1998. ISBN 88-215-3783-8.
- Mira la eternidad. Muerte, juicio, infierno, paraíso, Sugarco, 1998. ISBN 88-7198-428-5.
- El falsificador La lucha diaria contra satanás, Sugarco, 1999. ISBN 88-7198-422-6.
- Cristianismo a contracorriente. Reflexiones sobre el destino del hombre , San Paolo, 2001. ISBN 88-215-4380-3.
- El camino de la conversión, Sugarco, 2001. ISBN 88-7198-448-X.
- Los Diez Mandamientos, Sugarco, 2001. ISBN 88-7198-453-6.
- Los dones del Espíritu Santo, Sugarco, 2002. ISBN 88-7198-456-0.
- María madre de la misericordia. Para la angustiada desesperación del mundo contemporáneo, Dios le da a María como una fuente viva de alegría y esperanza, San Paolo, 2002. ISBN 88-215-4627-6.
- Siguiendo los pasos de Bernadette, Sugarco, 2002. ISBN 88-7198-444-7.
- Oración y vida cristiana, San Paolo, 2003. ISBN 88-215-4655-1.
- Vicios de capital (y virtudes opuestas), Sugarco, 2003. ISBN 88-7198-465-X.
- Jesucristo y el sentido de la vida, Sugarco, 2004. ISBN 88-7198-473-0.
- La virginidad de María y nuestra virginidad, Sugarco, 2004. ISBN 88-7198-479-X.
- Discernimiento espiritual, Sugarco, 2004. ISBN 88-7198-471-4.
- Las virtudes cardinales. Prudencia, justicia, fortaleza, templanza, San Paolo, 2004. ISBN 978-88-215-6016-3.
- Las virtudes teologales. Fe, esperanza y caridad , San Paolo, 2004. ISBN 88-215-4839-2.
- Creo. Las verdades fundamentales de la fe, San Paolo, 2005. ISBN 88-215-5204-7. Nueva edición: Sugarco, 2015, ISBN 978-88-7198-697-5.
- Aquellos que no se avergüenzan de Jesucristo, Sugarco, 2005. ISBN 88-7198-500-1.
- Luchas y tentaciones de los Padres del Desierto, Sugarco, 2005. ISBN 88-7198-497-8.
- Peregrino de cuatro ruedas en las carreteras de Europa, Sugarco, 2005. ISBN 88-7198-505-2.
- Encomienda a María, Ares, 2005. ISBN 88-8155-318-X.
- "Les escribo a ustedes jóvenes porque son fuertes". Carta a los jóvenes que creen en la vida, San Paolo, 2007.  ISBN 978-88-215-5918-1. Nueva edición: Sugarco, 2016,  ISBN 978-88-7198-704-0.
- Qué hermosa eres Maria, Sugarco, 2007. ISBN 978-88-7198-520-6.
- No praevalebunt. Manual de Resistencia Cristiana, Sugarco, 2007. ISBN 978-88-7198-533-6.
- Profecías sobre el anticristo. Vendrá en el poder de Satanás, Sugarco, 2007. ISBN 978-88-7198-538-1.
- Confession , Sugarco, 2008. ISBN 978-88-7198-544-2.
- El hombre y su destino eterno, Sugarco, 2008. ISBN 978-88-7198-557-2.
- Maria dolce madre, Sugarco, 2008. ISBN 978-88-7198-563-3.
- La tentación, Sugarco, 2010. ISBN 978-88-7198-578-7.
- Creo en Jesucristo, Sugarco, 2010.  ISBN 978-88-7198-596-1.
- Fe enseñada a los niños, Sugarco, 2010. ISBN 978-88-7198-604-3.
- Jesús nos enseña a vivir, Sugarco, 2011. ISBN 978-88-7198-616-6.
- Hambre de Dios, Meditaciones sobre la Eucaristía, Sugarco, 2011. ISBN 978-88-7198-620-3.
- El Paraiso, Ares, 2011. ISBN 978-88-8155-527-7
- Magnificat. El poema de Maria, Sugarco, 2012. ISBN 978-88-7198-634-0.
- El milagro de la conversión, Piemme, 2012. ISBN 978-88-566-2215-7.
- Sin oración no puedes vivir, Sugarco, 2012. ISBN 978-88-7198-640-1.
- Mis palabras no pasarán, San Paolo, 2013. ISBN 978-88-215-7668-3.
- Dios le habla al corazón. La voz de Dios es un aliento suave que indica el camino y da paz, Sugarco, 2013.ISBN 978-88-7198-658-6.
- Catequesis juvenil. Las tentaciones, Sugarco, 2013. ISBN 978-88-7198-662-3.
- Purgatorio Llama de amor, Sugarco, 2013. ISBN 978-88-7198-665-4.
- Los caminos del corazón. Evangelio para la vida diaria (comentario sobre los evangelios festivos del año litúrgico A), Piemme, 2013. ISBN 978-88-566-2438-0.
- Deseo infinito Evangelio para la vida diaria (comentario sobre los evangelios festivos del año litúrgico B), Piemme, 2014. ISBN 978-88-566-2439-7.
- Determinado y fuerte en la fe, Sugarco, 2014. ISBN 978-88-7198-675-3.
- El coraje del perdón, Sugarco, 2014. ISBN 978-88-7198-680-7.
- La ultima batalla. La victoria de Jesús sobre el diablo, Piemme, 2015. ISBN 978-88-566-4652-8.
- Dios nos invita con el amanecer de la mañana, Sugarco, 2015. ISBN 978-88-7198-696-8.
- La paciencia de Dios. Evangelio para la vida diaria (comentario sobre los evangelios festivos del año litúrgico C), Piemme, 2015.  ISBN 978-88-566-2440-3.
- El rostro de la misericordia, Sugarco, 2015. ISBN 978-88-7198-699-9.
- La grandeza de la humildad. La virtud que salvará al mundo, Piemme, 2016. ISBN 9788856650976.
- Los sacramentos, Sugarco, 2016. ISBN 9788871987118.
- Santa Misa El corazón de la vida cristiana, Sugarco, 2017. ISBN 978-88-7198-722-4.
- La vida es una misión, Sugarco, 2017. ISBN 978-88-7198-727-9.
- ¿Encontrará el Hijo del hombre fe en la tierra cuando venga?, Sugarco, 2018. ISBN 978-88-7198-739-2.
- Las fuentes de la fe, Sugarco, 2018. ISBN 978-88-7198-742-2.
- Oración cristiana Hermosa. Sin igual. Divina, Sugarco, 2019.  ISBN 978-88-7198-746-0.
- La alegría de amar, Piemme, 2019. ISBN 978-88-566-6927-5.
- El engaño del modernismo, Sugarco, 2019, ISBN 978-88-7198-755-2.
- El Apocalipsis ha comenzado, Sugarco, 2019, ISBN 978-88-7198-758-3.

### Libros dedicados a Medjugorje
- Porque creo en Medjugorje, Sugarco, 1998. ISBN 88-7198-427-7.
- Nuestra Señora es nuestra madre (entrevista de P. Livio a Vicka de Medjugorje), Shalom, 1998.
- Vicka habla con jóvenes y familias (entrevista de P. Livio a Vicka de Medjugorje), Shalom, 1998.
- Via Crucis con Vicka en el Monte Krizevac, Shalom, 2000.
- Riccardo Caniato y Vincenzo Sansonetti, María, amanecer del tercer milenio. Medjugorje veinte años, 1981-2001 , Milán, Ares, 2001. ISBN 88-8155-213-2; 2002. ISBN 88-8155-243-4. (edición revisada y ampliada)
- Mi juventud con Nuestra Señora (entrevista de P. Livio en Jakov de Medjugorje), Shalom, 2001.
- Nuestra Señora nos enseña a orar (entrevista de P. Livio a Marija de Medjugorje), Shalom, 2001.
- Nuestra Señora prepara para el mundo un futuro de paz (entrevista de P. Livio a Mirjana de Medjugorje), Shalom, 2002.
- Sufrimiento y alegría (entrevista de P. Livio a Vicka de Medjugorje), Shalom, 2002.
- La mujer y el dragón. Los días del Apocalipsis, Sugarco, 2002. ISBN 88-7198-459-5.
- Jakov. Un ángel para María. Medjugorje dijo a los niños, Ares, 2004. ISBN 88-8155-287-6.
- El acontecimiento del siglo. Nuestra Señora se detuvo en Medjugorje, Sugarco, 2004. ISBN 88-7198-483-8.
- Satanás en los mensajes de Medjugorje, Sugarco, 2006. ISBN 88-7198-508-7.
- Medjugorje. Esperando el letrero, con Saverio Gaeta, Sugarco, 2006. ISBN 88-7198-511-7.
- Medjugorje. Nuestra Señora llama a los jóvenes, Sugarco, 2009. ISBN 978-88-7198-582-4.
- Los secretos de Medjugorje. La reina de la paz revela el futuro del mundo, con Diego Manetti, Piemme, 2010. ISBN 978-88-566-0195-4.
- La otra vida en los mensajes de Medjugorje, con Diego Manetti, Piemme, 2011. ISBN 978-88-566-1073-4.
- Medjugorje. Última apelación, con Saverio Gaeta, Sugarco, 2011. ISBN 978-88-7198-612-8.
- Medjugorje renueva la Iglesia. La crisis de nuestros días y el tiempo de los secretos, con Diego Manetti, Piemme, 2013. ISBN 978-88-566-1074-1.
- Medjugorje y el futuro del mundo. De los diez secretos al tiempo de paz, con Diego Manetti, Piemme, 2014. ISBN 978-88-566-2217-1.
- Medjugorje. El cielo en la tierra, Piemme, 2014. ISBN 978-88-566-2856-2.
- El Anticristo. Medjugorje y el mundo sin Dios, con Diego Manetti, Piemme, 2015. ISBN 88-566-4346-4.
- El secreto de Medjugorje. Para enfrentar los últimos tiempos, con Diego Manetti, 2016. ISBN 978-88-566-4782-2.
- La luz en la tormenta. Medjugorje y el destino del mundo, Piemme, 2017. ISBN 978-88-566-5930-6.
- El heroísmo de los orígenes. Los primeros tres años en Medjugorje, con Diego Manetti, Piemme, 2018. ISBN 978-88-566-6316-7.
- Paz de corazon. El mensaje de purificación de Medjugorje, Piemme, 2018. ISBN 978-88-566-6441-6.
- La humanidad en la encrucijada. Medjugorje en la época de la impostura anticristiana, con Diego Manetti, 2020. ISBN 978-88-566-7457-6.

### Libros-entrevista
- Maria y el futuro de la humanidad, con Andrea Tornielli, Gribaudi, 2002. ISBN 88-7152-664-3.
- Amor y vocación. Las palabras del padre Livio, con Saverio Gaeta, San Paolo, 2002. ISBN 88-215-4653-5.
- Fe y esperanza. Las palabras del padre Livio, con Saverio Gaeta, San Paolo, 2002.  ISBN 88-215-4654-3.
- Oración y vida cristiana. Las palabras del padre Livio, con Saverio Gaeta, San Paolo, 2003. ISBN 88-215-4655-1.
- Verdad y caridad. Las palabras del padre Livio, con Saverio Gaeta, San Paolo, 2003. ISBN 88-215-4656-X.
- El incómodo crucifijo, con Alessandro Gnocchi y Mario Palmaro, Piemme, 2003. ISBN 88-384-8398-1.
- Entre el cielo y la tierra. Radio Maria. Un milagro del trabajo voluntario, entrevista con Angelo Montonati, San Paolo 2004. ISBN 88-215-5027-3.
- El engaño de satanás, con Andrea Tornielli, Gribaudi, 2004. ISBN 88-7152-789-5.
- Firma de María, con Saverio Gaeta, Sugarco, 2005. ISBN 88-7198-491-9.
- Ataque a la Iglesia, con Andrea Tornielli, Gribaudi, 2006. ISBN 88-7152-851-4.
- El tiempo de María, con Saverio Gaeta. Sugarco, 2007. ISBN 978-88-7198-529-9.
- Porque soy cristiano De Medjugorie a Radio Maria, con Saverio Gaeta, Piemme, 2008. ISBN 978-88-566-2901-9.
- De aquí en adelante. La vida más allá de la muerte, con Andrea Tornielli, Gribaudi, 2008. ISBN 978-88-7152-930-1.
- La hora de Satanas, con Diego Manetti, Piemme, 2009. ISBN 978-88-566-0194-7.
- La Divina Misericordia, con Saverio Gaeta, Sugarco, 2009. ISBN 978-88-7198-568-8.
- Preguntas a Dios, con Saverio Gaeta , Sugarco, 2010. ISBN 978-88-7198-591-6.
- Identikit de Jesús a partir de la Sábana Santa, con Saverio Gaeta, Gribaudi, 2010. ISBN 978-88-6366-008-1.
- El regreso de Cristo. La segunda venida de Jesús y las profecías de Medjugorje sobre el fin de los tiempos, con Diego Manetti, Piemme, 2012. ISBN 978-88-566-3189-0.
- Radio María un milagro de voluntariado. Orígenes, historia y actualidad, entrevista con Angelo Montonati, Sugarco, 2012. ISBN 978-88-7198-629-6.
- El cristianismo no es fácil pero es feliz, con Saverio Gaeta, Sugarco, 2012. ISBN 978-88-7198-646-3.
- Investigación en el infierno. Salvación y perdición en las profecías de Medjugorje, con Diego Manetti, Piemme, 2013. ISBN 978-88-566-2216-4.
- Efecto Bergoglio. Las diez palabras del Papa Francisco que están cambiando el mundo, con Saverio Gaeta, Salani, 2014. ISBN 978-88-6715-798-3.
- La vita devota, con Saverio Gaeta, Sugarco, 2015. ISBN 978-88-7198-686-9.
- El santo rosario. La oración que Maria desea, con Saverio Gaeta, Sugarco, 2016. ISBN 9788871987064.
- Satanás se soltó de las cadenas. La hora del imperio de la oscuridad, con Diego Manetti, Sugarco, 2016. ISBN 9788871987132.
- De Fátima a Medjugorje. El plan de María para un futuro pacífico, con Diego Manetti, Piemme, 2017. ISBN 9788856657340.
- Todos somos pecadores. El Papa Francisco invita a la confesión, con Stefano Chiappalone, Sugarco, 2017. ISBN 9788871987170.
- El manto de María Las apariciones marianas de la medalla milagrosa en Medjugorje, con Saverio Gaeta, Sugarco 2017. ISBN 978-88-7198-724-8
- Los jóvenes santos, con Stefano Chiappalone, Sugarco, 2018. ISBN 9788871987323.
- La cruz renegada. La apostasía de Occidente, con Diego Manetti, Piemme, 2019.  ISBN 978-88-566-6885-8.